# Sergia sewerzowii
Sergia sewerzowii là loài thực vật có hoa trong họ Hoa chuông. Loài này được (Regel) Fed. miêu tả khoa học đầu tiên năm 1957.